# El conde de Montecristo
El conde de Montecristo (en francés, Le comte de Montecristo) es una novela de aventuras clásica de Alejandro Dumas, con la colaboración de Auguste Maquet. Esta obra es considerada como la mejor obra literaria de Dumas y está a menudo integrada en toda nómina de novela de aventuras.
El libro fue terminado en 1844 y editado en una serie (folletín) de 18 tomos durante los dos años siguientes (1845-1846).
Las ubicaciones geográficas de "El Conde de Montecristo" son: Francia, Italia, Grecia (Janina) y diversas islas del mar Mediterráneo.
Se desarrolla durante los periodos históricos siguientes:
1. Imperio de los Cien Días de Napoleón Bonaparte. (1815)
2. Reinado de Luis XVIII. (1814-1815) y (1815-1824)
3. Reinado de Carlos X de Francia. (1824-1830)
4. Reinado de Luis Felipe I de Francia. (1830-1848)

Desde un género literario de aventura-drama, el autor aborda temáticas sociales como: la justicia, la venganza, la piedad, la traición, la lealtad y la ambición.
Dumas basó la idea principal del libro en las memorias de Jacques Peuchet.
Peuchet narra la vida de un zapatero llamado Francois Picaud, que residía en París (Francia), en 1807. 
Picaud tuvo compromiso sentimental con una mujer de solvente situación económica, pero cuatro supuestos 
amigos celosos, le imputaron arbitrariamente el delito de espía de Inglaterra y Picaud vivió preso, durante 7 años.
En el periodo de su arbitraria prisión, un compañero de cárcel moribundo, legó a Picaud un tesoro oculto en Milán (Italia).
Picaud dedicó diez años de su vida a planear una gran venganza contra sus antiguas amistades; fue absuelto en 1814, adquirió posesión del tesoro y regresó a París con falsa identidad.  

## Trama
La novela empieza con Edmundo Dantés (Edmond Dantès, en francés) volviendo a Marsella, donde se encuentra con su familia y sus amigos. Dantés está a punto de ascender a capitán en la casa naviera mercante donde se encuentra empleado, y se apresta igualmente a casarse con una bella española, Mercedes Herrera (Mercedes la catalana en la novela).
Sin embargo, Dantés, entonces ingenuo, no se da cuenta de cómo su fortuna despierta envidia y rencor entre personas de su círculo: Danglars —empleado de la misma naviera donde él se desempeña y que envidia la inminente promoción de Edmundo— y Fernando Mondego (Fernand, en francés), primo de Mercedes, que la ama sin ser correspondido. Así, Danglars y Fernando, movidos por sus respectivas ambiciones, urden una trama en la que Edmundo es acusado de ser agente bonapartista. Ambos fundamentan el complot basándose en el hecho de que Dantés, siguiendo la última voluntad del capitán de su barco, quien muere en el viaje de vuelta a Marsella, hace una parada en la isla de Elba, donde se encuentra preso Napoleón. Éste le da una carta dirigida a un hombre en París del cual solo le dice el nombre: Noirtier. Danglars y Fernando redactan una carta anónima acusando a Dantés de agente bonapartista, en presencia de un vecino de Edmundo: Gaspar Caderousse. Dantés es arrestado el día de su boda y llevado ante Villefort, el sustituto del procurador del rey. Villefort le informa que ha sido denunciado como espía de Napoleón, pero que dada su buena reputación no cree en la veracidad de la denuncia. Villefort iba a dejarle marchar, pero le pregunta por el destinatario de la carta. Al saber que es Noirtier, hace encarcelar a Dantés en el castillo de If. Noirtier es el padre de Villefort, quien no puede permitir verse involucrado en una operación para traer a Napoleón de vuelta a Francia, pues ello implicaría el fin de su carrera judicial y el derrumbe de sus ambiciones. 

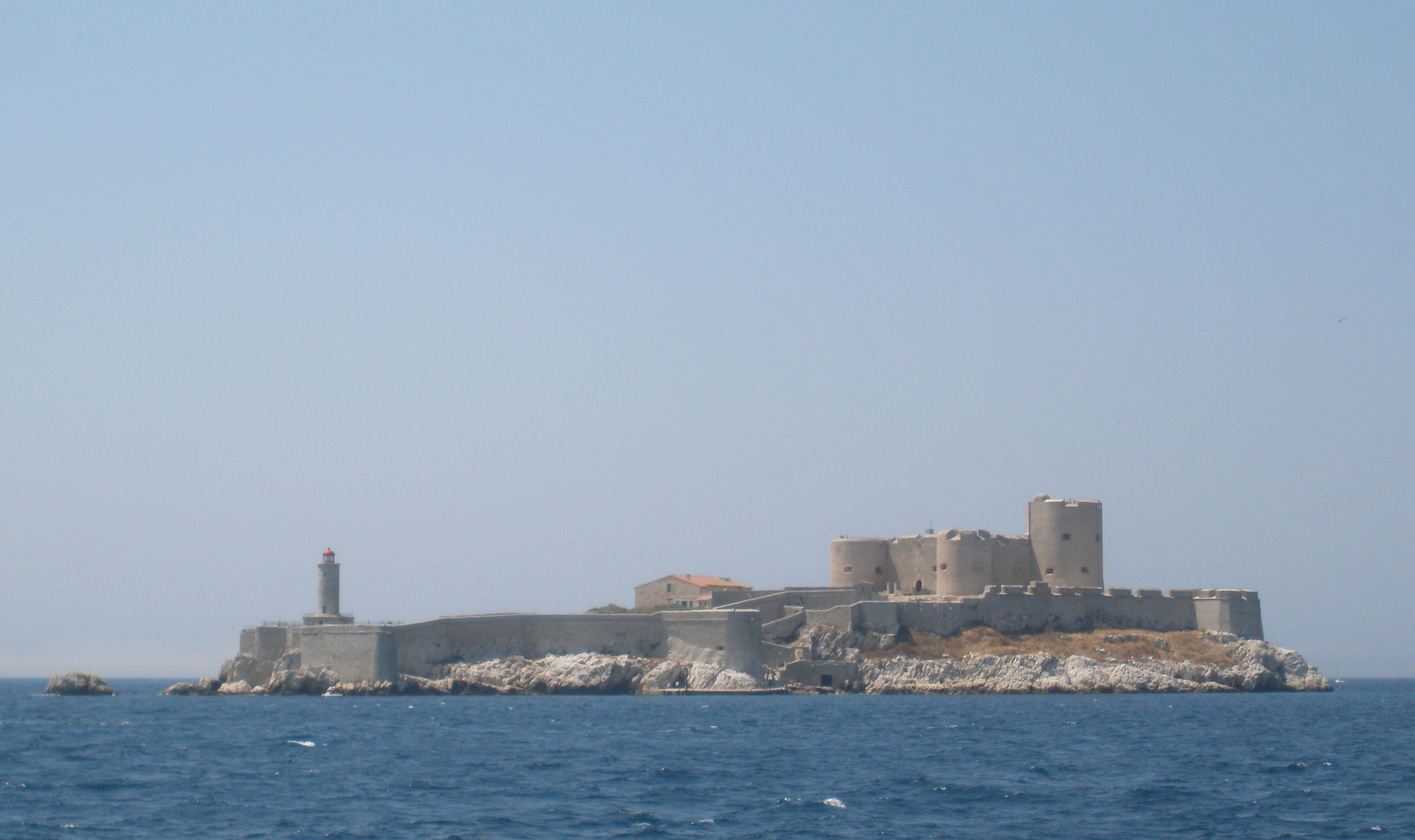
El castillo de If en la actualidad. Allí es encerrado el protagonista de la novela.

Ya en prisión, la desesperación de Dantés va en aumento. Empieza pidiendo a Dios por su liberación, pero sigue sufriendo año tras año, al punto que intenta suicidarse dejando de comer. Al fracasar su plan, ataca a un guardia cuando va a dejarle comida. Nuevamente su estrategia se frustra, lo consideran loco y termina encerrado en un calabozo para prisioneros altamente peligrosos. De nuevo intenta morir de hambre, pero cuando está a punto de conseguirlo, oye ruidos y se da cuenta de que otro prisionero está cavando desde su calabozo para intentar escapar. Poco después, consigue contactar al otro reo: el abate Faria (personaje inspirado en José Custódio de Faria), que en su intento de escapar cavó en dirección equivocada y llegó a la celda de Edmundo, con quien traba amistad y establece una relación paternal. Faria le enseña múltiples disciplinas: historia, matemáticas, lenguaje, filosofía, idiomas, física y química. Y pronto acuerdan intentar juntos una evasión. Como resultado de sus conversaciones con Faria, Dantés termina cayendo en la cuenta de que su tragedia es el resultado de una serie de traiciones y maquinaciones. Así, Faria le hace ver que la carta acusadora fue escrita con una caligrafía alterada -para ocultar la identidad de su autor- y con el solo propósito de perjudicarlo. Edmundo y Faria trabajan largo tiempo en la construcción del túnel para escapar, pero el viejo y frágil Faria no sobrevive para verlo terminado. Queda paralítico a causa de un segundo derrame cerebral (sufrió el primero cuando aún se encontraba en libertad), y muere como consecuencia de un tercer derrame. Viéndose moribundo, Faria le revela a Dantés el escondite de un gran tesoro en la isla de Montecristo. 
Al morir Faria, los guardias envuelven su cuerpo en una pesada manta. A Dantés se le ocurre, entonces, ocupar el lugar de Faria en el sudario y llevar el cadáver a la celda que él ocupaba. Los carceleros, sin darse cuenta de la suplantación del cuerpo, atan una bala de cañón a Edmundo y, creyendo que se trataba del abate muerto, lo lanzan al mar por un barranco.  
Dantés escapa del sudario evitando las rocas y nada hasta una isla desierta donde pasa una noche tormentosa. Al día siguiente ve en el mar un barco naufragado, nada hacia los restos y divisa luego otra nave que lo recoge. Edmundo se hace pasar por un náufrago a causa de la tormenta. Hace amistad con ellos, se rasura, cambia el nombre y se dedica durante un tiempo a ser contrabandista. Varias de las transacciones que hacían los contrabandistas eran en la isla de Montecristo, por ser esta desierta y discreta. Edmundo explora detalladamente la isla, aún dudando de la historia que su viejo amigo el abate le narró sobre el gran tesoro escondido.
Un día, sospechando dónde podría hallarse el tesoro, va a cazar una cabra y finge una caída. Sus compañeros lo ayudan a moverse, pero él alega que está lesionado, y que prefiere permanecer ahí. Con la excusa de que podría retrasar la inminente expedición de los contrabandistas, les pide que se marchen y que vuelvan a por él dentro de seis días. Una vez que Edmundo pierde el barco de vista, se pone en pie y encuentra el tesoro.
Tiempo después, ocupando parte de la fortuna en hacerse un nombre, en investigaciones, y amasar más dinero, regresa a la ciudad de Marsella para intentar retomar contacto con sus seres queridos. Usando un disfraz y simulando ser un abate, contacta a su antiguo vecino Caderousse, ahora posadero, quien le revela cómo Danglars y Fernando urdieron la trama que culminó con su arresto y cautiverio, bajo el cargo de ser un bonapartista.  
Caderousse le revela que quienes lo traicionaron, ahora son personas poderosas y acaudaladas: Fernando se ha convertido en el conde de Morcef y par de Francia, Danglars en un barón y rico banquero, y Villefort en la personificación de la justicia parisina, como procureur du Roi (procurador del Rey, es decir el fiscal del Reino o fiscal general del Estado). Aún más, Fernando, cuyo apellido original era Mondego, se ha casado con Mercedes. 
Edmundo se enteró, además, de que su anciano padre murió de hambre, pobre, triste y abandonado. 
Mientras tanto, los amigos de Edmundo han sufrido en manos del destino. Al principio de la novela, Julien Morrel es el rico y amigable propietario de un negocio naval en alza. Pero durante el encarcelamiento de Dantés, Morrel sufrió una trágica serie de desventuras, entre ellas el hundimiento de su barco Faraón, y en el momento en el que Edmundo regresa a Marsella, aquel no tiene más que a sus dos hijos, Julie y Maximilian, y a unos cuantos criados leales.
En ese contexto y con su negocio naviero en bancarrota, Morrel decide suicidarse. Pero Edmundo lo impide en el último momento, ayudando de manera anónima a su antiguo jefe: le hace llegar dinero para que responda a sus acreedores, además de un nuevo barco, en reemplazo del “Faraón”. Para ocultar su nombre, en esa operación Dantés actúa bajo el seudónimo de «Simbad el Marino».
Nueve años después de su viaje a Marsella, Dantés traza una hábil y meticulosa estrategia para vengarse de quienes lo habían enviado a prisión, destruyendo sus vidas. 
Para ello, se afinca en París, donde se presenta como el Conde de Montecristo. Su personalidad enigmática, exotismo y habilidades sociales, pero principalmente la inmensa fortuna de la que hace gala y ostentación, le abren muy pronto las puertas de la alta sociedad de la capital francesa, donde se convierte en una figura protagónica. 
Así, manipula a Danglars para que le dé un "crédito ilimitado" de seis millones de francos, lo que a través de una serie de golpes maestros le permite sumir a Danglars en la bancarrota, y forzar su huida a Italia.
Montecristo tiene una bella esclava griega, Haydée, cuya familia y hogar en Janina habían sido destruidos por Fernando. Puntualmente, éste traicionó a Alí, padre de Haydée, entregándolo a sus enemigos y causando su muerte y la de su esposa, pese a que su misión era cuidarlos. 
Luego de apropiarse de la fortuna de Alí, soberano de Janina, Fernando entregó a Haydée a un traficante de esclavos, a cambio de dinero. Este, a su vez, la vendió, siendo todavía una niña, a Montecristo, quien desde entonces la llevó a vivir con él y la cuidó. 
Como parte de su plan de venganza, Montecristo logra que la ignominiosa historia de Fernando en Janina sea difundida por la prensa en París. Alberto de Morcef, hijo de Fernando, se entera de que la trama había sido divulgada por Montecristo y lo reta a duelo para defender la honra de su padre, a pesar de su profunda amistad con el conde.
Esa misma noche, Mercedes, esposa de Fernando, único personaje que había reconocido a Edmundo Dantés detrás de la máscara de Montecristo, le hace una visita al Conde. Entonces, le confiesa que desde el principio estaba al tanto de su verdadera identidad, y le suplica por la vida de su hijo, a lo que Edmundo accede.
Después de una larga y profunda conversación en la que Edmundo le revela a su exprometida Mercedes cómo Fernando y Danglars habían urdido el complot que lo llevó injustamente a la cárcel, ella decide abandonar a su marido, renunciar a su vida de condesa, e irse a vivir con su hijo. 
En ese encuentro, Montecristo le exhibe, además, documentos y otras pruebas materiales de la traición de la que había sido víctima.
Al verse descubierto, solo y sin familia, Fernando se suicida de un tiro en la cabeza, en su despacho. 
La familia de Villefort está dividida. Valentine, la hija que tuvo con su primera esposa Renée, va a heredar toda la fortuna de la familia, pero su segunda esposa, Héloïse, pretende reclamar la fortuna para su hijo Édouard. Montecristo conoce las intenciones de Héloïse y, de forma aparentemente inocente, le proporciona una toxina capaz de curar a una persona con una gota, y de matarla con una sobredosis. Héloïse mata a Barrois, un sirviente de la casa, tratando de asesinar al señor Noirtier, padre de Villefort; a los Saint-Méran, suegros de Villefort; e intenta asesinar también a Valentine.
Sin embargo, las cosas son más complicadas de lo que Dantés anticipó. Sus esfuerzos para destruir a sus enemigos y proteger a los pocos que le defendieron se entremezclan horriblemente. Maximilien Morrel se enamora de Valentine de Villefort, y Dantés los ayuda a fugarse juntos fingiendo la muerte de la joven. Al verse descubierta por su esposo, Héloïse envenena al pequeño Édouard y se suicida. Todo esto hace que Dantés se cuestione su papel como agente de la venganza de Dios. 
Viendo que su ira se iba extendiendo lentamente más allá de lo que pretendía, Dantés cancela el resto de su plan y toma medidas para equilibrar las cosas. Aunque la venganza sobre sus enemigos no está completa del todo, deja en libertad a Danglars, no sin antes secuestrarlo en Roma gracias a su amigo Luigi Vampa, el bandido más temido de Italia, y haciéndole pasar hambre y cobrándole casi todo el resto de su fortuna por restos de comida, y finalmente le revela su verdadera identidad en la cima de su agonía. Sus maniobras enloquecen a Gérard de Villefort, quien pierde totalmente la razón. Edmundo también indemniza a los que quedaron envueltos en el caos resultante, aplicándose así también sus propios criterios de justicia. Hacia el final de la novela, se da cuenta de que se ha ido enamorando de Haydée, con quien se aleja en una barca de su palacio oculto de la isla de Montecristo, de un modo poético y triste al mismo tiempo, dejando a Valentina y a Maximiliano Morell como dueños de su hermoso palacio subterráneo en la isla de Montecristo.

## Personajes deEl conde de Montecristo
Hay muchos personajes en este libro, y la importancia de muchos de ellos no es inmediatamente obvia.

### Edmundo Dantés y aliados
- Edmundo Dantés. Protagonista de la historia, traicionado por sus amigos, que aumentan su prestigio o consiguen poder a su costa. Cuando escapa del calabozo del castillo de If, y dueño de una gran fortuna, se venga de ellos adoptando disfraces y personalidades como El Maltés, El Conde de Montecristo, Simbad el Marino, El comisionista principal de la casa de Thomson y French, Abate Giaccomo Busoni, El señor Zaccone y Lord Wilmore.
- Abate Faria. Sacerdote y erudito italiano. Traba amistad con Edmundo mientras ambos son prisioneros en el castillo de If, le enseña todos sus conocimientos. En sus últimos minutos de vida le revela el secreto del tesoro de Cesare Spada, oculto en la isla de Montecristo, y le conmina a encontrarlo.
- Luigi Vampa. Un infame bandido italiano que opera en Roma y los alrededores. Secuestra a Albert de Morcef y lo libera cuando el Conde de Montecristo lo visita en su guarida.
- Haydèe. Princesa de Janina e hija del sultán Alí Pachá. Cuando este fue traicionado y muerto por Fernando Mondego, Haydée fue vendida como esclava a los trece años y adquirida por Dantés.
- Bertuccio. Mayordomo del conde de Montecristo. También tiene una historia muy interesante entremezclada con los intereses de Edmundo: el cría a Benedetto junto a su cuñada.
- Alí. Un esclavo mudo (le cortaron la lengua como condena), comprado por Montecristo en Oriente sobornando al sultán que lo iba a mandar al verdugo como parte de su condena. Se muestra incondicionalmente fiel y servicial al conde.
- Mario Bautista. Criado y contratado por el conde en París y que se convierte en su tercer hombre de confianza.
- Jacopo Manfredi. Un pobre contrabandista que ayudó a Dantés a sobrevivir después de escaparse de prisión. Cuando Jacopo prueba su lealtad desinteresada, Dantés le recompensa con su propia nave y tripulación.

### Familia Morcef
- Fernando Mondego, conde de Morcef. Pescador español enamorado de Mercedes desde hacía mucho tiempo. Traiciona a Edmundo junto a Danglars conspirando contra él para poder casarse con su amor no correspondido, Mercedes.
- Mercedes Herrera, condesa de Morcef. Prometida con Edmundo Dantés al comienzo de la historia. Tras la desaparición de su amado, y creyéndolo muerto, se casa con Fernando y tiene un hijo.
- Alberto Mondego, vizconde de Morcef. Hijo de Mercedes y Fernando Mondego. Mejor amigo de Franz d'Epinay, hace amistad con Montecristo en Roma.

### Familia Danglars
- Barón Danglars — Inicialmente el contable del mismo barco que Dantés. Ansía ser rico y poderoso, y ve a Dantés como un obstáculo para sus ambiciones. Durante la estancia de este en prisión, la suerte estuvo de su lado, se convierte en barón mediante su matrimonio con la baronesa viuda del banquero más rico de París, Herminie de Nargonne.
- Herminie Danglars — Viuda del barón de Nargonne, casada en segundas nupcias con Danglars. En vida de su primer esposo, tuvo un romance con Villefort del que nació un hijo bastardo, Benedetto.
- Eugenia Danglars — Hija del barón Danglars y de madame Danglars. Tiene cierto aprecio por la música y se ve atraída por las mujeres, dando a entender que es lesbiana. Está a punto de casarse con Alberto de Morcef, pero termina prometida con Andrea Cavalcanti (Benedetto).

### Familia Villefort
- Gérard de Villefort. Siendo procurador real en provincias dictó un mandamiento para encarcelar a Edmundo con el único fin de proteger su reputación, ya que temía que se involucrara a su padre y se torciera su carrera.
- Héloïse de Villefort. Segunda esposa del procurador del rey.
- Noirtier de Villefort. Padre de Gérard, antiguo bonapartista vigoroso que ahora está paralítico por una apoplejía. Le cuidan su hijo, su nieta Valentina y el leal sirviente de la familia, Barrois.
- Valentina de Villefort. Hija de Villefort y de su primera esposa, Renée de Saint-Méran. Ama a Morrel hijo, pero está prometida con el joven Franz d'Épinay.
- Eduardo de Villefort. Hijo de Villefort y de su segunda esposa Héloïse. Es un niño muy travieso.

### Otros personajes
- Maximilien Morrel. Hijo del patrón de Edmundo; tras la fuga de Edmundo, Maximilien se convierte en un buen amigo para el conde de Montecristo y este lo ayuda a realizar su deseo de casarse con la hija de Villefort.
- Pierre Morrel. Armador de barcos de buen corazón que trata a Dantés con amabilidad y quien intercedió por él cuando fue capturado.
- Julie Herbault. Hija de Pierre Morrel y hermana de Maximilien Morrel, es ayudada por el conde bajo la identidad de Simbad el Marino para salvar a su padre de la bancarrota. Está casada con Emmanuel Herbault.
- Emmanuel Herbault. Esposo de Julie y cuñado de Morrel hijo, es el segundo testigo del conde cuando este va a batirse a duelo con Albert.
- Franz d'Épinay. Barón y amigo de Albert de Morcerf, prometido con Valentine de Villefort. Conoce al conde en la gruta de Montecristo antes de dirigirse hacia Roma a encontrarse con su amigo. Su padre, el general realista Quesnel, falleció en un duelo contra Noirtier de Villefort. Al saberlo Franz, rompe su compromiso con Valentine.
- Lucien Debray. Secretario del ministro del Interior y amigo de Albert. Es el amante de Herminie Danglars, a quien solo utiliza para robar dinero al banquero.
- Gaspard Caderousse. Sastre y hostelero deshonesto del lugar donde viven Dantés y su padre. Está presente, aunque ebrio, cuando Danglars redacta la carta que acusa a Edmundo de agente bonapartista.
- Beauchamp. Asistente de editor jefe de un importante periódico de París y otro amigo del vizconde de Morcerf.
- Barón Raoul de Château-Renaud. Amigo de Albert. Maximilien Morrel le salva la vida en África.
- Benedetto. Asesino y ladrón, hijo ilegítimo de Villefort y Herminie Danglars, nacido cuando esta aún era esposa del barón de Nargonne. Benedetto fue criado por Bertuccio y su cuñada, Assunta. Vuelve a París bajo la identidad de Andrea Cavalcanti.
- Mayor Bartolomeo Cavalcanti. Hombre al que el conde integra en la sociedad parisiense para que haga el papel del padre de Andrea Cavalcanti (Benedetto).
- Louise D'Armilly. Amiga y profesora de piano de Eugenia Danglars, escapa con ella después de lo sucedido en la fallida boda con Andrea Cavalcanti —Benedetto— fingiendo ser la hermana de esta.

## Influencias
Dumas y Maquet experimentaron varias influencias directas de otros textos y tradiciones al escribir la novela. Gran parte de la complicada trama, las estratagemas y las alusiones a una noción romántica de Oriente procede de Las mil y una noches. La referencia más directa es la existencia en gran parte del libro del personaje con el alias de Simbad el Marino, aludiendo a alguien que ha viajado a muchos lugares exóticos. Alexandre también conoció a fray José Custódio de Faria, el abate Faria, un monje indo-portugués que fue uno de los pioneros del estudio científico de la hipnosis. Es representado por el personaje del monje 'loco' encarcelado en el Château.
Otra posible influencia es la noción del pseudo-veneno como elemento conductor de la historia de los dos amantes. Es un tema recurrente en la literatura, especialmente en Romeo y Julieta. Los dos jóvenes amantes son comparados explícitamente con Píramo y Tisbe en cierto momento.
La influencia posterior de El conde sobre la cultura popular es inconmensurable. Descendientes de su linaje son James Bond, El Zorro y La pimpinela escarlata y más recientemente V de Vendetta. Las novelas y películas de James Bond giran alrededor de un personaje que, como el conde, es infinitamente conocedor de todo lo que tiene calidad (lo mismo es cierto para los villanos de Bond), y que utiliza su conocimiento para vencer a sus enemigos. El Zorro, como el conde, es un aristócrata disfrazado, vengador de las injusticias. La diferencia es que el Zorro está enmascarado y lucha contra enemigos públicos, no personales (aunque la distinción es a menudo dudosa). V de vendetta, escapará de un encierro atroz para desenmascarar la violencia y la crueldad del régimen distópico que en la novela gobierna Inglaterra después de la Tercera Guerra Mundial. Igual que Dantés, V actuará disfrazado y demostrará gran habilidad en la lucha cuerpo a cuerpo y con todo tipo de arma blanca. Además poseerá conocimientos de química que le permitirán convertir productos domésticos en potentes explosivos.
En 1998 se presentó en sociedad una superproducción francesa de cuatro capítulos para la televisión. En 2002, Kevin Reynolds dirigió una adaptación bastante libre para Hollywood. En 2004 de la mano del estudio Gonzo, fue estrenada en Japón una serie de anime de 24 episodios, de nombre Gankutsuou, firmemente inspirada en la novela de Dumas, ambientada en un mundo futurista con influencias de la Europa decimonónica, y con una animación y colorido bastante inusual para la época.
Durante el 2006 se emitió por el canal argentino Telefe una telenovela adaptada de la misma obra del autor francés pero con cambios en los nombres de los protagonistas y ambientada en la época presente, la cual se ha producido en varios países. 
El canal Telefe emite con gran repercusión en la audiencia desde mediados del 2015 la exitosa serie y telenovela turca Ezel posiblemente la producción libre mejor lograda del guion original y con agregados de la trama mucho más complejo y sofisticado, adaptado a la época actual.
Desde 2011 se emite Revenge, una serie de televisión estadounidense inspirada en la obra de Dumas aunque con notables diferencias.

## Herencia literaria
El gran éxito de esta obra literaria, produjo la creación de varias novelas que aseguraban ser continuaciones a la magnífica obra de Dumas, todas ellas realizadas por distintos escritores. Así también, varias obras posteriores tomaron como referencia características de los personajes y situaciones.
Continuaciones
- Edmundo Dantés (Edmundo Dantès, 1849) de George W. Noble
- La mano del muerto (A Mão Do Finado, 1854) de Alfredo Possolo Hogan
- Las hijas de Montecristo (Les filles de Monte-Cristo, 1876) de Charles Testut
- El hijo de Montecristo (Le fils de Monte-Cristo, 1881) de Jules Lermina
- Montecristo y su esposa (Monte Cristo and his Wife, 1884) de Jacob Ralph Abarbanell
- El tesoro de Montecristo (Le trésor de Monte-Cristo, 1885) de Jules Lermina
- Edmundo Dantés (Edmundo Dantès, 1885) de Edmund Flagg
- La hija de Montecristo (Monte-Cristo’s Daughter, 1886) de Edmund Flagg

Las dos novelas de José Rizal —Noli me tangere y El filibusterismo— están fuertemente inspiradas por esta novela. Los personajes principales de ambos libros fueron modelados a partir de Edmundo Dantés.
También se nota su influencia en el personaje Hannibal Lecter de Thomas Harris, y la historia es repetida y referenciada en la novela gráfica V de Venganza.

## Temas
El libro tiene una trama rica y compleja con multitud de personajes. Aunque es ficción popular, eso no significa que carezca de un significado más allá de la historia. Gran parte de las cuestiones temáticas de la novela se centran en la lealtad, la venganza y el servicio a Dios. Dantés se obsesiona completamente con buscar la justicia. Para los que le ayudaron se convierte en un espíritu guardián. Para los que le perjudicaron, se convierte en el ángel vengador de Dios. Todos los que le traicionaron son enfrentados a la justicia de una manera que refleja la traición original. Sin embargo, la primera vez que sale perjudicado un espectador inocente en el transcurso de su venganza, se da cuenta de que solo Dios es capaz de dispensar justicia, y cesa en sus intentos de castigo.
Algunos han argumentado que las grandes habilidades de Dantés le convierten en un personaje flojo, ya que la semidivina perfección de su determinación elimina todo desarrollo del personaje.
Como curiosidad es destacable el abundante empleo y buen manejo del incipiente Derecho mercantil capitalista de la época a lo largo de la compleja trama financiera que envuelve la venganza sobre el banquero Danglars.

## Historia editorial y ediciones críticas
Se publicó por entregas en 1844 en el Journal des Débats, poco después de que se publicara también en ese mismo año y por entregas en Le Siècle, entre el 14 de marzo y el 14 de julio, Los tres mosqueteros; las dos primeras partes se publican, respectivamente, del 28 de agosto de 1844 al 19 de octubre de 1844 y del 31 de octubre al 26 de noviembre de 1844, con un total de ocho entregas. En 1844, año en el que se terminó la obra, la trama presentaba incoherencias imputables al ritmo de composición apresurada y apremiante característico de la época y del género. De hecho, pese a haber sido concluida en ese año, la obra no se publicó en su totalidad en varios volúmenes hasta 18 meses después, por parte del librero Baudry, al principio, A. Henry después y los últimos por Pétion, entre 1844 y 1845, edición príncipe esta denominada "Baudry-Pétion" en 18 volúmenes que hoy vale una fortuna (se vendió una en 2010 por más de un cuarto de millón de euros). La primera edición escribía "Christo" en su portada; la primera que presenta la ortografía correcta fue la ilustrada de L'Écho des Feuilletons, París, 1846; esta contaba con grabados de Paul Gavarni y Tony Johannot y se dice que fue "revisada" y "corregida", aunque solo la estructura de un capítulo parece haber sido alterada añadiendo un capítulo adicional titulado "La Maison des Allées de Meilhan", creada al dividir "Le Départ" en dos. Ya en 1844, El Conde fue pirateado en Bélgica y traducido al inglés con éxito inmenso. A los pocos años se hicieron continuaciones falsas en Portugal y Francia que sentaron muy mal al autor.
El texto de referencia es el editado por Claude Schopp en 1993, que corrige gran parte de los errores del original. Asimismo, la traducción de Editorial Einaudi al italiano y la francesa de Robert Laffont han subsanado otros errores, como asimismo la española de José Ramón Monreal para la editorial Navona (2017).